# 三井不動産
三井不動産株式会社（みついふどうさん、英: Mitsui Fudosan Co., Ltd.）は、東京都中央区日本橋室町の三井本館に本社を置く、三井グループの総合不動産デベロッパー。オフィスビル、大型商業施設（SC）、複合商業施設、住宅（2006年から三井不動産レジデンシャルに分社化）を中心にホテルやロジスティクス（物流施設）、ベンチャー共創、産官学連携などグループで幅広い事業を展開している。総合不動産会社として最大手である。
三井物産、三井住友銀行とともに「三井新御三家」の一つである。財閥解体により清算された旧三井財閥の本体である三井本社の流れを汲む。三井グループ（旧三井財閥）の大手として二木会、月曜会、三井広報委員会、三井業際研究所、綱町三井倶楽部 の会員会社であり、ACジャパン（旧・公共広告機構）の正会員企業のほか、三井文庫の賛助会社でもある。
日経平均株価およびTOPIX Large70、JPX日経インデックス400の構成銘柄の一つ。

## 概要
日本橋三井タワー、霞が関ビルディング、ゲートシティ大崎などのオフィスビル、大型ショッピングセンターの「ららぽーと」「三井アウトレットパーク」といった商業施設、大型物流施設「MFLP」、三井ガーデンホテルなどの宿泊・リゾート施設、マンションなど、幅広く不動産開発事業を展開している。戦後一貫して不動産業界において売上1位に君臨している。
1941年に三井合名会社不動産部門を分離し、設立された後、米国占領下の融資規制等のため株主安定化がなかなか実現しなかったが、1959年ごろに解決した。このことが業界「ツー・トップ」だった三菱地所と比べてビル事業が比較的小規模なままにとどまっていた一因だった。その後、高度経済成長期には地方都市にいち早く進出。東京都内では超高層ビル事業を積極的に進め、1968年に霞が関ビルを完成させた。日本初の超高層ビルの竣工であり、これにより三井不動産は知名度を上げた。1958年に浚渫埋立事業、1961年に宅地分譲事業、1964年に別荘地分譲事業、1968年に戸建住宅分譲事業・マンション分譲事業など事業を多角化した。住宅事業（「パークシリーズ」などのマンション開発）は2006年にグループ会社の三井不動産レジデンシャルに分社化された。2017年11月からは、商業施設の会員向けなどにインターネット通販サイト「&mall」を運営している。商業施設の運営管理は子会社の三井不動産商業マネジメントが担っている。
1991年より、三井不動産グループのロゴマークとして「&」を象ったロゴマークを使用している。&は同じ三井グループである三井物産が英文社名（MITSUI & CO., LTD.）で使用しており、英語圏では人名のみで構成される会社名を表記する際に慣習的に使用されるものである（他にはTiffany & Co.等の例がある）が、三井不動産では、共存・共生の理念を表すものとして、orではなく、価値観の相克を乗り越えて新たな価値観を創出していくことを表すものであるとしている。
本社ビルである三井本館を始めとして、歴史的な経緯から旧三井財閥（三井グループ）発祥の地である日本橋地区に多数のオフィスビル・複合商業ビルを所有している。2000年代以降は「日本橋再生計画」と呼ばれる大規模再開発を主導しており、宇宙開発の拠点づくりや新たな産業の創造、日本橋川沿いの水辺空間の賑わい創出、水運開拓などを掲げている。日本橋東急百貨店（旧白木屋）の閉店をきっかけとし、同地区周辺の再開発を進め、「日本橋再生計画」の嚆矢として2004年にはコレド2、3（日本橋一丁目ビルディング）をオープンさせた。さらに2007年春には六本木地区（住所上は港区赤坂）の防衛庁跡地に総合複合再開発として東京ミッドタウンを開業。同施設にはリッツ・カールトン東京（高級ホテル）やサントリー美術館が入居した。2018年には千代田区有楽町（日比谷）で東京ミッドタウン日比谷を開業、2022年には東京駅前（中央区八重洲）にて東京ミッドタウン八重洲が開業し、都心部での大規模複合ビルの開発を進めている。また、官民連携のパークPFI制度を利用し、MIYASHITA PARK（宮下公園）やヒサヤオオドオリパーク（久屋大通公園）などの都市公園の整備・改修、複合商業施設の開発を行なっている。

## 沿革
- 1914年（大正3年） - 三井合名会社に不動産課が設置される（三井本館を管理する部署として設置された）。
- 1941年（昭和16年）7月15日 - 三井合名会社から不動産部門を分離され、全株を三井家が所有する三井不動産株式会社として設立。
- 1949年（昭和24年）5月 - 東京証券取引所市場第一部に上場。
- 1956年（昭和31年）10月 - 財閥解体に伴って清算中だった、株式会社三井本社を合併。
- 1960年（昭和35年）7月 - 京成電鉄等と共同出資、株式会社オリエンタルランドを設立。
- 1964年（昭和39年）5月 - 三信建物株式会社を合併。
- 1968年（昭和43年）4月 - 日本初の超高層ビルである、霞が関ビルディング竣工。
- 1969年（昭和44年）7月 - 三井不動産販売株式会社（現・三井不動産リアルティ）設立。
- 1970年（昭和45年）4月 - 朝日土地興業株式会社を合併。
- 1971年（昭和46年）4月 - 日本初の超高層マンション「三田綱町パークマンション」竣工[22]。
- 1973年（昭和48年）5月 -  米国三井不動産設立（現・三井不動産アメリカ）設立。
- 1974年（昭和49年）
  - 9月 - 新名古屋ビル株式会社を合併。
  - 10月 - 新宿三井ビルディング竣工。三井ホーム株式会社設立。三井不動産建設株式会社設立。
- 1980年（昭和55年） - 共同事業システム「Let's」を開始[23]。
- 1981年（昭和56年）4月 - ショッピングセンターららぽーと（千葉県船橋市）が営業開始。
- 1983年（昭和58年）4月 - オリエンタルランドが東京ディズニーランドを開業。
- 1984年（昭和59年）
  - 1月 - 国内ホテル第1号「三井ガーデンホテル大阪淀屋橋」開業（大阪府）[24]。
  - 3月 - ホテル「ハレクラニ」開業（ハワイ）[25]。
- 1986年（昭和61年） - 1251アメリカ街（NY6番街）取得[26]。
- 1989年（平成元年） - 新川崎三井ビルディング竣工。
- 1991年（平成3年） - 創立50周年を機に、「&」を象ったマークを導入した。デザインは浜野商品研究所が担当した[27]。
- 1993年（平成5年） - 大川端リバーシティ21西ブロック全体竣工[28]。
- 1994年（平成6年）5月 - 湘南国際村開村[29]。
- 1995年（平成7年）3月16日 - 日本初の本格的アウトレットモール「三井アウトレットパーク 大阪鶴見」開業。
- 1998年（平成10年）
  - 9月 - 「横浜ベイサイドマリーナ ショップス&レストランツ（現・横浜ベイサイドマリーナ）」開業。
  - 12月 - 「三井本館」重要文化財指定[30]。
- 1999年（平成11年）
  - 2月 - ゲートシティ大崎開業。
  - 10月 - 三井アウトレットパーク マリンピア神戸開業。
- 2000年（平成12年） - 三井不動産グループ中期経営計画策定[31]。
- 2001年（平成13年）5月 - 「日本ビルファンド投資」法人本格運用開始[32]。
- 2002年（平成14年）8月 - 中之島三井ビルディング竣工。
- 2003年（平成15年）
  - 5月 - 青山パークタワー竣工。
  - 三井不動産グループ長期経営計画「チャレンジ・プラン2008」策定[33]。
- 2004年（平成16年）
  - 1月 - 日本橋一丁目三井ビルディング（COREDO日本橋）竣工。
  - 3月19日 - LALAガーデンつくばを茨城県つくば市に開業（運営主体はららぽーとマネジメント株式会社）。
- 2005年（平成17年）
  - 7月 - 三井本館の隣に日本橋三井タワー竣工。千疋屋本店や東レ本社が入居。
  - 11月 - 三井ガーデンホテル銀座プレミア開業。
  - 12月 - 三井不動産レジデンシャル設立。
- 2006年（平成18年）
  - 9月28日 - ラゾーナ川崎プラザ開業。
  - 10月5日 - アーバンドック ららぽーと豊洲開業。
  - 11月22日 - ららぽーと柏の葉開業。
- 2007年（平成19年）
  - 1月 - 六本木防衛庁跡地に東京ミッドタウン竣工。
  - 5月 - ヤマハ株式会社所有の4リゾート施設と各運営子会社の全株式を取得。引き渡しは7月に受ける。各施設を運営しているキロロアソシエイツ・合歓の郷・鳥羽国際ホテル・はいむるぶしの各社は、三井不動産リゾートの100%子会社になる。
  - 7月1日 - 株式会社リテールアンドホテルプロパティーズを吸収合併[34]。
  - 10月 - グラントウキョウノースタワー竣工。
  - 10月5日 - 国際興業保有の帝国ホテル株式の33.16%を取得。
  - 三井不動産グループ長期経営計画「新チャレンジ・プラン2016」策定[35]。
- 2008年（平成20年）
  - 1月 - 赤坂Bizタワー（赤坂サカス内）竣工。
  - 9月12日 - 三井アウトレットパーク 仙台港開業。
- 2010年（平成22年）10月 - 室町東三井ビルディング（COREDO室町1）竣工。
- 2012年（平成24年）
  - 2月 - 横浜三井ビルディング竣工。また、7月には同ビルの2階に「原鉄道模型博物館」開業。
  - 4月19日 - ダイバーシティ東京 プラザ開業
  - 三井不動産グループ中長期経営計画「イノベーション 2017」策定[36]。
- 2014年（平成26年）
  - 6月 - 飯田橋グラン・ブルーム竣工。
  - 7月8日 - 柏の葉スマートシティ「ゲートスクエア」開業。
  - 10月 - 福徳神社竣工（東京都）
- 2015年（平成27年）2月6日 - 日本橋本町にて、当社と武田薬品不動産及び武田薬品工業が地上24階と地下4階のオフィスビル「新東京武田ビル」が着工。
- 2016年（平成28年）
  - 1月27日 - 台湾で、「三井アウトレットパーク 台湾林口」開業。
  - 9月28日 - 日本橋で「福徳の森」を森開き。
- 2017年（平成29年）11月1日 - Mitsui Shopping Park &mall（アンドモール）開業。
- 2018年（平成30年）
  - 2月1日 - 「東京ミッドタウン日比谷」竣工。
  - 10月19日 - マンハッタンで日系企業による最大級の開発事業「55ハドソンヤード」竣工。
  - 三井不動産グループ長期経営方針「VISION2025」策定[37]。
- 2019年（平成31年/令和元年）
  - 3月28日 - 「日本橋室町三井タワー（COREDO室町テラス）」竣工。グランドオープンは9月27日。
  - 7月26日 - 沖縄県国頭郡恩納村に「ハレクラニ沖縄」開業。
- 2020年 (令和2年)
  - 7月28日 - 渋谷区神宮前に「RAYARD MIYASHITA PARK」開業。
  - 9月18日 - 名古屋市に「RAYARD Hisaya-oodori Park」開業。
  - 11月3日 - 京都市に「HOTEL THE MITSUI KYOTO」開業。
  - 11月27日 - 株式会社東京ドームへの株式公開買付け（TOB）を実施。同時に業務提携を締結[38]。
- 2021年（令和3年）
  - 1月25日 - 同年1月19日に成立した株式会社東京ドームへの株式公開買付けに伴い、株式会社東京ドームを連結子会社化[39]。
  - 4月28日 - 上海に海外初進出となる「三井ショッピングパーク ららぽーと上海金橋」開業。
  - 6月30日 - 船橋市に街づくり型物流施設「三井不動産ロジスティクスパーク船橋Ⅲ（MFLP船橋Ⅲ）」「MFLP船橋・＆PARK」竣工。
  - 7月8日 - 江東区新木場に三井不動産初の新築賃貸ラボ施設「「三井リンクラボ新木場1」開業。
- 2022年（令和４年）
  - 4月21日 - 三重県志摩市伊勢志摩国立公園内に「NEMU フォレストヴィラ」開業。
  - 4月25日 - 福岡市に「三井ショッピングパーク ららぽーと福岡」開業。
  - 7月1日 - Gaussy株式会社と資本業務提携 [40]。
- 2023年（令和5年）3月10日 - 東京都中央区八重洲に「東京ミッドタウン八重洲」開業。

## 歴代社長
| 代 | 氏名       | 在任期間        | 出身校                       | 備考     |
| -- | ---------- | --------------- | ---------------------------- | -------- |
| 1  | 小池正彪   | 1941年 - 1944年 | 東京帝国大学                 | 会長     |
| 2  | 佐々木四郎 | 1944年 - 1947年 | 東京帝国大学                 |          |
| 代 | 井上逸郎   | 1947年 - 1948年 | 京都帝国大学                 | 社長代行 |
| 3  | 山尾忠治   | 1948年 - 1955年 | 東京帝国大学                 |          |
| 4  | 江戸英雄   | 1955年 - 1974年 | 東京帝国大学法学部           |          |
| 5  | 坪井東     | 1974年 - 1987年 | 東京商科大学（現・一橋大学） |          |
| 6  | 田中順一郎 | 1987年 - 1998年 | 慶應義塾大学経済学部         |          |
| 7  | 岩沙弘道   | 1998年 - 2011年 | 慶應義塾大学大学院法学研究科 |          |
| 8  | 菰田正信   | 2011年 - 2023年 | 東京大学法学部               |          |
| 9  | 植田俊     | 2023年 -        | 一橋大学経済学部             |          |

## 主な保有ビル・商業施設
- 三井本館
- 日本橋三井タワー

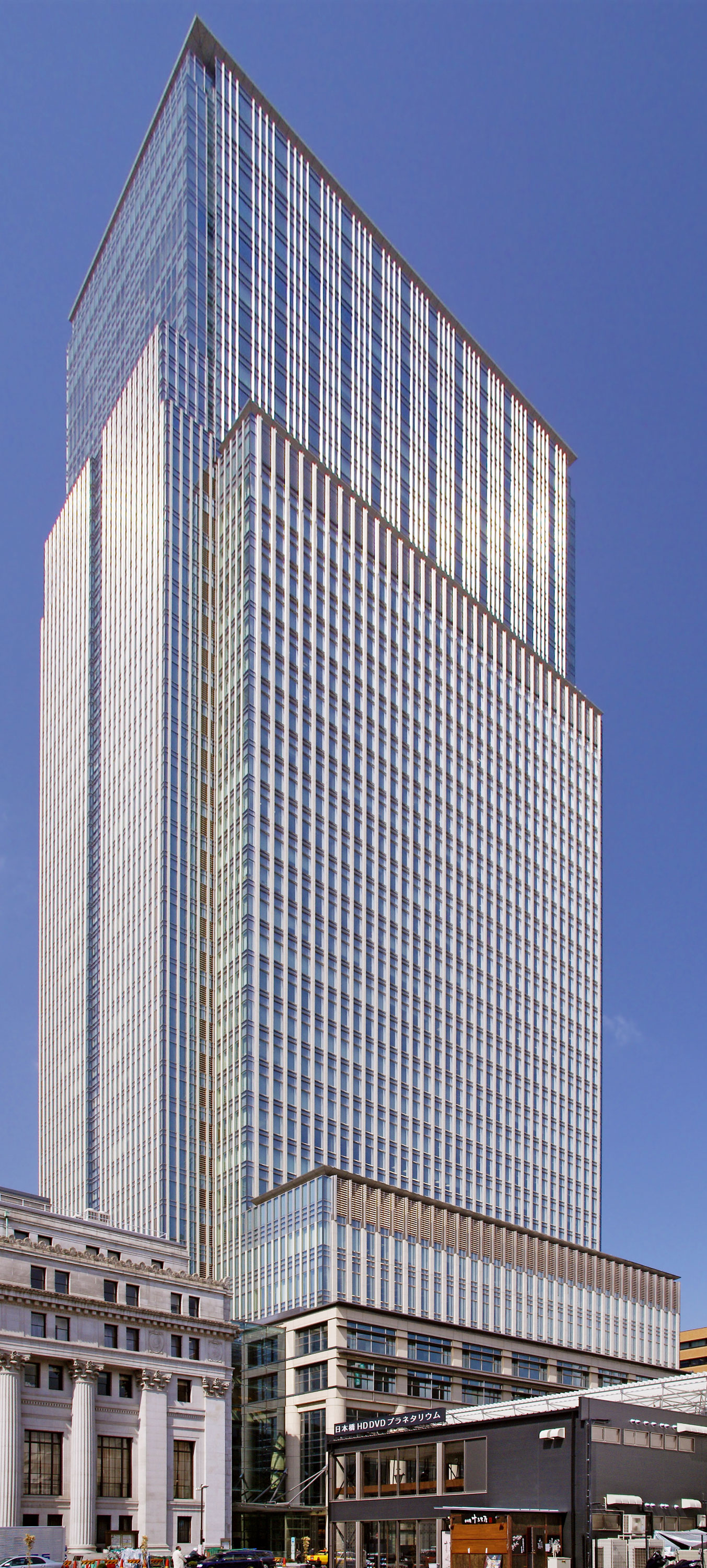
日本橋三井タワー

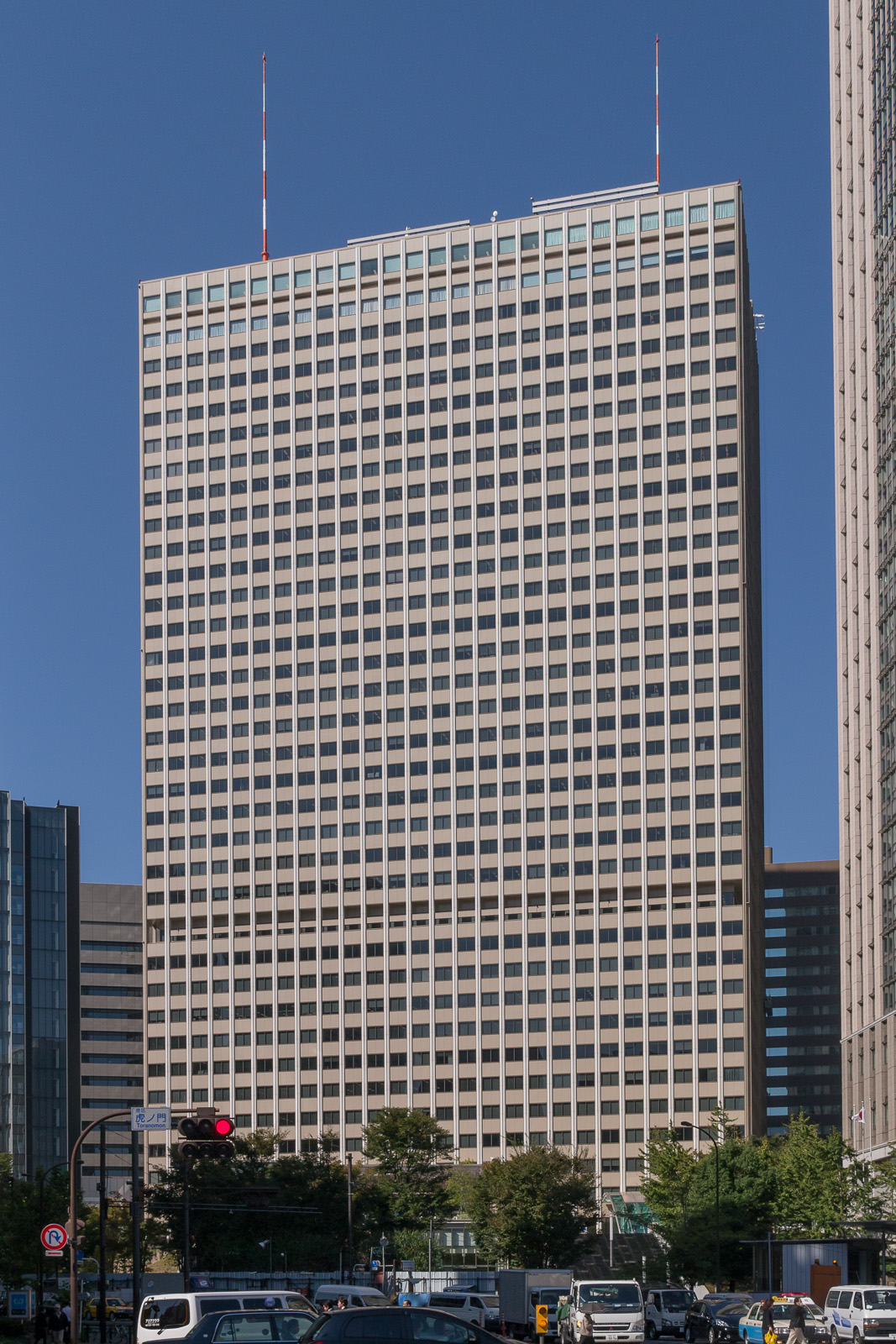
霞が関ビルディング

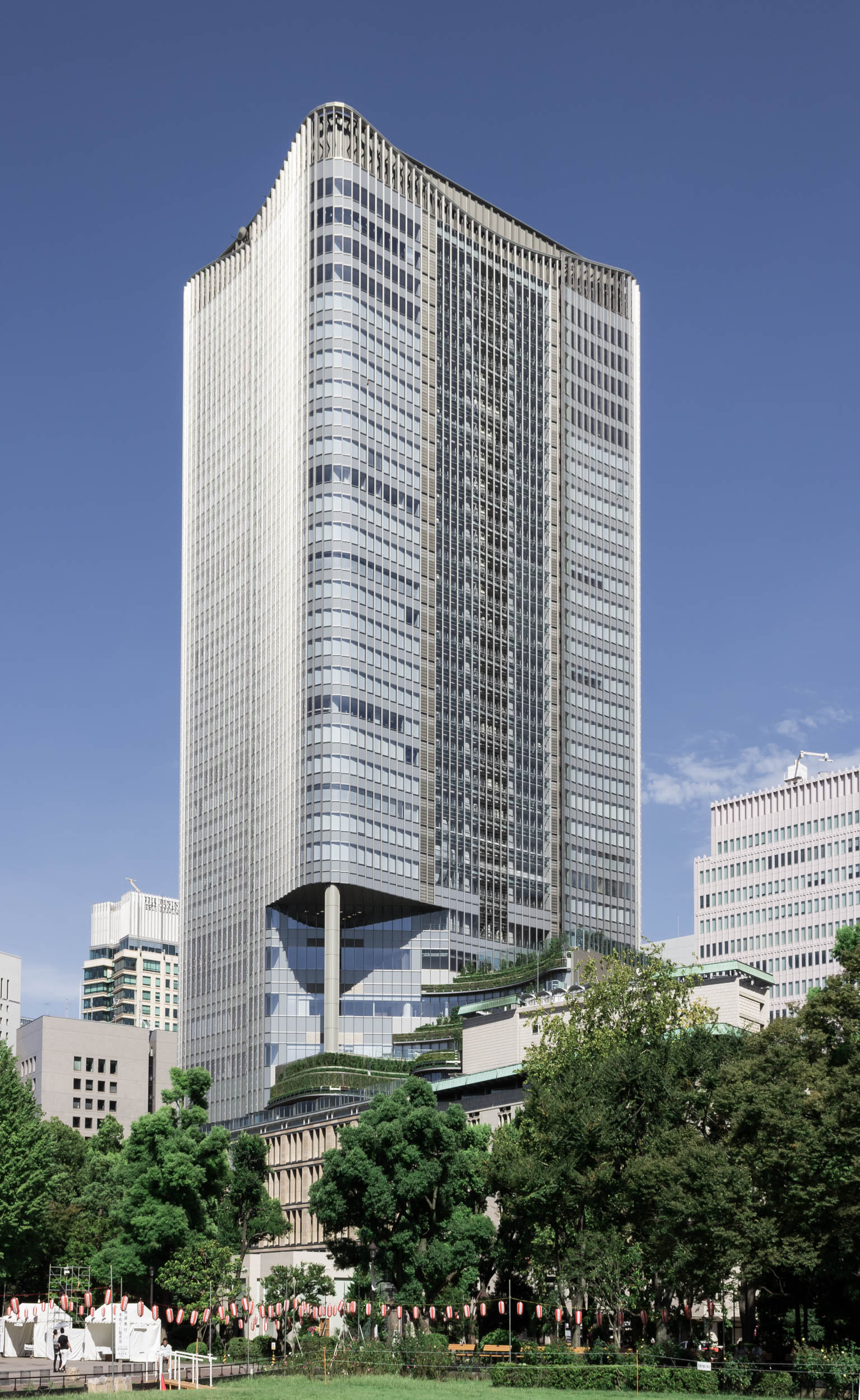
東京ミッドタウン日比谷

- 日比谷三井ビルディング（元三井銀行本店、旧三井住友銀行本店）→ 解体
- 三井住友銀行本店ビルディング...丸の内に所在したJFE本社ビル（旧日本鋼管本社）跡地に新築。三井住友銀行（および持株会社の三井住友フィナンシャルグループ）が本店を置く。
- 新宿三井ビルディング - 2021年、日本ビルファンド投資法人に売却
- 西新宿三井ビルディング
- 銀座三井ビルディング
- 中之島三井ビルディング
- 新川崎三井ビルディング
- 横浜三井ビルディング
  - 原鉄道模型博物館
- 霞が関ビルディング
- 汐留シティセンター
- 神保町三井ビルディング
- 日本橋一丁目三井ビルディング（COREDO日本橋）
- 室町東三井ビルディング（COREDO室町1）
- 室町古河三井ビルディング（COREDO室町2）
- 室町ちばぎん三井ビルディング（COREDO室町3）
- 浜離宮三井ビルディング(旧三井E&S本社ビル)
- 日本橋室町三井タワー（COREDO室町テラス）
- 飯田橋グラン・ブルーム
- ゲートシティ大崎
- 大崎ブライトタワー
- ワールドビジネスガーデン
- グラントウキョウノースタワー
- 赤坂Bizタワー
- ダイバーシティ東京
- アルパーク
- モード学園スパイラルタワーズ
- 名古屋三井ビルディング
- 東京ミッドタウン
- 東京ミッドタウン日比谷
- 東京ミッドタウン八重洲
- 銀座6丁目-SQUARE（子会社三井デザインテック本社←日本橋三井タワー建設時の三井不動産グループ仮本社←読売新聞東京本社建替時の仮本社←元日産自動車本社）

## 主要グループ会社
住宅事業
- 三井不動産レジデンシャル - 住宅事業。住宅複合再開発。
- 三井不動産リアルティ - 住宅流通事業「三井のリハウス」、駐車場の運営管理事業「三井のリパーク」
- 三井ホーム - 2x4の住宅の建築・販売
- 三井不動産レジデンシャルリース - 賃貸住宅の管理運営などを行う「三井の賃貸」
- 三井不動産レジデンシャルサービス - マンション管理会社

ビル事業
- 三井不動産ビルマネジメント - ビルマネジメント会社
- 三井不動産ファシリティーズ - 首都圏を中心に事業展開している総合建物管理会社
- 三井不動産ファシリティーズ・ウエスト - 関西・中京圏を中心に事業展開している総合建物管理会社

ホテル事業
- 三井不動産ホテルマネジメント - 三井ガーデンホテル及びセレスティンホテルの運営
- ハレクラニ・コーポレーション - ハワイでハレクラニ等のホテル運営

ショッピングセンター事業
- 三井不動産商業マネジメント - 商業施設「ららぽーと」、およびアウトレットの運営管理

リゾート事業
- 三井不動産リゾート - ヤマハリゾートから取得したNEMU RESORT（旧・合歓の郷）・鳥羽国際ホテル・はいむるぶし各社の管理
- 伊勢志摩リゾートマネジメント - NEMU RESORT・鳥羽国際ホテルの運営[41]
- 三井の森 - ゴルフ場の運営

レジャー事業
- 東京ドーム - 東京ドーム・東京ドームシティアトラクションズ（旧・後楽園ゆうえんち）などの運営

インテリア事業
- 三井デザインテック - インテリアコーディネート、インテリア商品販売

装花・緑花事業
- 第一園芸 - 花の小売、緑化事業

アセットマネジメント・リート
- 三井不動産投資顧問 - 私募ファンド・三井不動産プライベートリート投資法人（私募リート）等の運用
- 日本ビルファンドマネジメント - 日本ビルファンド投資法人（J-REIT）
- 三井不動産アコモデーションファンドマネジメント - 日本アコモデーションファンド投資法人（J-REIT）
- 三井不動産フロンティアリートマネジメント - フロンティア不動産投資法人（J-REIT）
- 三井不動産ロジスティクスリートマネジメント - 三井不動産ロジスティクスパーク投資法人（J-REIT）

倉庫事業
- Gaussy

### 過去のグループ会社
- ユニリビング - ホームセンター「ユニディ」の運営、現在はアイリスオーヤマグループ

## 広告活動

### テレビ番組
ナショナルスポンサーの場合、全国共通CMのほかに放送エリアに関連した地域限定CMを流すことが多い。

#### スポンサー番組
- ワールドビジネスサテライト（テレビ東京。月曜 - 木曜22時 - 22時58分）（金曜のみ23時 - 23時58分）
- 1億人の大質問!?笑ってコラえて!（日本テレビ。水曜19時54分 - 21時）
- 相葉マナブ（テレビ朝日。日曜18時 - 19時）
- バナナマンのせっかくグルメ!!（TBS。日曜20時00分 - 21時00分。2021年4月 - ）
土曜19時枠より移動した。
- スーパー戦隊シリーズ（テレビ朝日。日曜9時30分 - 10時、スーパーヒーロータイム第2枠）
東京ドームグループ名義で提供。
- 広瀬すずの「よはくじかん」（TOKYO FM。土曜15時30分 - 15時55分。2023年10月7日 - ）
- 土ドラ9（日本テレビ。土曜21時 - 21時54分。2024年4月 - ）

##### 過去のスポンサー番組
- 三井不動産アニメワールド（日本テレビ。土曜 18時30分 - 19時。一社提供。1989年10月14日 - 1992年9月5日）
- たけしの誰でもピカソ（テレビ東京。金曜22時 - 22時54分。開始時期不明 - 2009年3月）
- はなまるマーケット（TBSテレビ。平日8時30分 - 9時55分。2011年）
- 情報プレゼンター とくダネ!（フジテレビ。平日8時 - 9時55分〈日替わり提供〉）
- 炎の体育会TV（TBS。土曜19時 - 21時。2021年3月まで）
19時枠のCMとして放送される。
- ジョブチューン アノ職業のヒミツぶっちゃけます!（TBS。土曜19時 - 21時。2021年3月まで）
19時枠のCMとして放送される。
- 財津和夫の人生ゲーム21〜心の旅〜（東海ラジオ。土曜13時30分 - 14時。2010年10月2日 - ）
三井不動産及び三井不動産グループの提供。また番組CMでも、番組の宣伝とともに、スポンサーのPRも行われており、毎回1社のCMが後半部分に放送される。なおジャズドリーム長島のCMは宣伝CMではなく、イメージタイプのCMが放送されている。
- 水曜ドラマ（日本テレビ。水曜22時 - 23時。2023年4月 - 2024年3月）

など

## テレビ番組での紹介
- 日経スペシャル カンブリア宮殿 大躍進! ららぽーと＆都市開発 デベロッパー王者の飽くなき挑戦!（2018年12月6日、テレビ東京）[42]

## 不祥事
耐震の安全性の問題
三井不動産が事業者の一社として建設した神奈川県横浜市のマンション「パークシティLaLa横浜」 で、虚偽データに基づいた工事が行われた結果、複数の基礎杭が地中の強固な地盤に届いておらず、建物が傾いていることが2015年10月に発覚し、耐震の安全性が疑われた。日本経済新聞はこの問題で三井不動産グループのブランドイメージが低下する恐れがあるとした。同市では前年（2014年）にも住友不動産が分譲したマンションで同様の問題が発覚し、指導が行われていた。
浦安市の東日本大震災による液状化
浦安市で三井不動産が1981年に分譲した分譲住宅「パークシティ・タウンハウス3」の住民ら32人が、2011年3月11日に発生した東北地方太平洋沖地震（東日本大震災）による液状化で住宅に被害を受けた原因が、適切な地盤改良工事がなかったことにあるとして、三井不動産と関連会社を2012年2月に提訴した。住民ら36人が三井不動産などに約8億4200万円の損害賠償を求めていたが、当時の知見では想定されていなかったとして2014年に三井不動産らが勝訴した。2003年に三井不動産が分譲を始めた集合住宅「ファインコート新浦安」の住民も液状化被害について三井不動産を訴えたが、2014年に棄却された。
産地を偽装したコンクリートが使用されていた問題
宇部興産の子会社である宇部コンクリートが産地を偽装した石灰石を使用し、JIS認定不適合のコンクリートを出荷していた。その一部は、三井不動産のマンションにも使用されていた。

## 東京ディズニーリゾートとの関係
- 東京ディズニーリゾート - 運営会社であるオリエンタルランド設立時からディズニーパークの誘致に携わった経緯もあり、三井不動産もオリエンタルランドに出資している（ただしビジネスジャーナル編集部によれば『日本経済新聞』の「私の履歴書」で高橋政知が当時の三井不動産はディズニーの誘致に積極的でなかったと回想した[51]）。オフィシャルスポンサーに名を連ね、以下の施設のスポンサーとなっている。
  - ショーベース（東京ディズニーランド）
  - ウォーターフロントパーク（東京ディズニーシー）

## 関連人物
- 近江友里恵（元NHKアナウンサー）